# Apocalypse Now (peinture)
Pour l’article homonyme, voir Apocalypse Now.
Apocalypse Now est une peinture réalisée en 1988 par l'artiste américain Christopher Wool et considérée comme l'une de ses plus importantes « peintures-mots » réalisées à la fin des années 1980,,.

## Description
L'œuvre d'art contient une suite de mots sans ponctuation en lettres capitales  « SELL THE HOUSE SELL THE CAR SELL THE KIDS » (soit en français : « Vendre la maison vendre la voiture vendre les enfants »), stylisées en noir avec un revêtement en émail alkyde, sur de l'aluminium et de l'acier, peints en blanc cassé. La plaque mesure 84 × 72 pouces (213,4 × 182,9 cm). La citation s'inspire du film Apocalypse Now de Francis Ford Coppola (1979), où elle est écrite sur une lettre envoyée par la poste par un personnage qui a perdu la tête dans la jungle.
L'œuvre (dont la première version existe sur papier) a été exposée pour la première fois en avril 1988 dans le cadre d'une exposition collective à la Gallery 303 d'East Village, Manhattan, avec trois urinoirs sculptés par l'artiste Robert Gober. L'œuvre a été achetée, avec les urinoirs de Gober, par la collectionneuse d'art Elaine Dannheisser qui, selon une estimation ultérieure de Bloomberg Business, a payé environ 7 500 $ pour le tableau « C'était probablement le tableau de l'année », a déclaré Richard Flood, conservateur en chef du New Museum, qui a déclaré que son texte a servi de « sorte de mantra de la fin des années 1980 » pendant le krach d'octobre 1987,.

## Accueil
Selon la critique d'art Kay Larson, le format rigide et le « code fracturé » de la syntaxe de l'œuvre de Christopher Wool dans Apocalypse Now avertissent d'une catastrophe « des plus glaçantes » et « urgente d'une manière télégraphique ». Peter Schjeldahl note une « faute de compréhension » du fait que les lettres sont mal espacées et mal ponctuées. D'autres notent que c'est inhabituel qu'une œuvres de Wool porte un titre.

## Exposition et vente
Apocalypse Now a été exposé au Whitney Biennial en 1989,. Elaine Dannheisser voulait faire don du tableau en 1996 au Museum of Modern Art (MOMA) qui le refusera car le tableau valait probablement à cette époque au moins 80 000 $, et car il possédait déjà une œuvre de Wool. L'œuvre est passée entre les mains d'un certain nombre d'éminents collectionneurs jusqu'à son entrée, à partir de 1999, dans la collection de Donald L. Bryant, Jr. à Saint Louis, Missouri. En 2001, selon Philippe Ségalot, ancien commissaire-priseur de la maison de ventes Christie's, le collectionneur qui a acquis l'œuvre, Bryant JR, lui a expliqué que sa femme le « détestait » à cause des mots imprimés, et qu'il a donc cherché quelqu'un pour la vendre.
L'ancien commissaire-priseur Ségalot a organisé une vente en 2001 à François Pinault, propriétaire et président de la maison de vente aux enchères Christie's, pour environ 400 000 $. Quatre ans plus tard, Pinault l'a vendu au gestionnaire de fonds spéculatifs David Ganek pour environ 2 millions $. Ganek aurait contracté des prêts bancaires pour se procurer le tableau, qui a de nouveau changé de mains peu avant la nouvelle vente aux enchères chez Christie's le 12 novembre 2013, où il a été vendu pour plus de 26 millions $ à un acheteur dont l'identité est restée inconnue,,,. Dans sa description du lot, Christie's a décrit le tableau comme étant « intemporel et affectif, imposant et frappant » et « d'une grande pertinence aujourd'hui ».
La vente du tableau a battu le record de l'œuvre la plus chère de Christopher Wool, une œuvre sans titre connue sous le nom de Fool, qui a atteint 7 758 022 € en février 2012. Le record a été éclipsé à son tour en mai 2015 lorsque l'œuvre sans titre connue sous le nom de Riot, peinte par Wool en 1990, a été vendue 29 930 000 $ chez Sotheby's. Un conservateur européen anonyme a déclaré à The Art Newspaper que la réputation de Wool était celle d'un « artiste incontournable », mais que son inventaire sur le marché, relativement rare, risquait d'être contrôlé (comme celui de Jean-Michel Basquiat) par un petit et puissant cercle de collectionneurs.